# Slepci
Slepci (Anguidae) so družina kačam podobnih kuščarjev. Prehranjujejo se s polži in gosenicami. Za ljudi so nenevarni.